# Кунг-фу панда 2
«Кунг-фу панда 2» (англ. Kung Fu Panda 2) — американский компьютерно-анимационный комедийно-драматический фильм о боевых искусствах 2011 года, созданный студией DreamWorks Animation и распространяемый студией Paramount Pictures. Фильм является продолжением мультфильма «Кунг-фу панда» и вторым мультфильмом франшизы «Кунг-фу панда». Режиссёром выступила Дженнифер Ю Нельсон (в её полнометражном режиссёрском дебюте), сценаристами — Джонатан Айбел и Гленн Бергер. В главных ролях Джек Блэк, Анджелина Джоли, Дастин Хоффман, Сет Роген, Люси Лью, Дэвид Кросс, Джеймс Хонг и Джеки Чан повторили свои роли персонажей из первого фильма, а Гэри Олдмен, Мишель Йео, Дэнни Макбрайд, Деннис Хейсберт, Жан-Клод Ван Дамм и Виктор Гарбер озвучили новых персонажей. По сюжету По и его союзники (Тигрица, Обезьяна, Гадюка, Журавль и Богомол) отправляются в город Гунмэнь, чтобы остановить злого павлина Лорда Шэня от завоевания Китая, а также заново открыть для себя забытое прошлое По.
Фильм был выпущен 26 мая 2011 в 2D, RealD 3D и Digital 3D. Критический консенсус сайта «Rotten Tomatoes» гласит, что он «предлагает достаточно экшена, комедии и визуального блеска, чтобы компенсировать» за свой знакомый сюжет, а также хвалит выступления Блэка и Олдмена. Он заработал 665 миллионов долларов по всему миру при бюджете в 150 миллионов долларов, став самым кассовым фильмом режиссера женщины-режиссера до «Холодного сердца» (2013), а также самым кассовым фильмом, снятым исключительно женщиной-режиссером до «Чудо-женщины» (2017). Это также шестой самый кассовый фильм 2011 года и самый кассовый мультфильм года. Мультфильм был номинирован на премию Оскар» за лучший анимационный полнометражный фильм на 84-й церемонии вручения премии «Оскар», проиграв мультфильму «Ранго». Нельсон стала второй женщиной, номинированной на премию «Оскар» за лучший анимационный полнометражный фильм, после Марджан Сатрапи за «Персеполис» (2007). Продолжение, «Кунг-фу панда 3», было выпущено в январе 2016 года.

## Сюжет
Давным-давно в Древнем Китае, в городе Гунмэнь правил клан павлинов, в заботе о местном населении изобретший фейерверки. Наследник царствующей четы лорд Шэнь начинает интересоваться боевыми качествами пороха, но вещунья предсказывает ему поражение от Чёрно-белого Воина в случае следования пути зла. Чтобы изменить собственную судьбу, Шэнь решает истребить всех панд с помощью войска из волков. После удачного набега на поселение родители лорда ужасаются зверствам и изгоняют сына из города, он обещает отомстить и забрать Китай себе под крыло.
В настоящее время Воин Дракона По счастлив, живёт в Долине Мира и охраняет её вместе со своими друзьями, мастерами кунг-фу, легендарными воинами: Тигрицей, Обезьяной, Богомолом, Гадюкой и Журавлём. Мастер Шифу советует подопечному обрести внутренний покой. Пребывающему на пиротехническом заводе Шэню для создания артиллерии не хватает металла, и он приказывает разграбить соседние деревни. Генерал Волков нападает на Деревню Музыкантов и крадёт оттуда весь металл. Но вовремя прибывают По и Неистовая Пятёрка, и начинается битва. В её разгаре у По возникает минута слабости: он видит эмблему лорда Шэня на мундире генерала (красный глаз), и это напоминает ему о матери. Волкам удаётся сбежать с награбленным. По направляется к своему приёмному отцу — серому гусю господину Пингу и спрашивает у него, откуда он взялся. Господин Пинг рассказывает По, что нашёл его в день доставки овощей в корзине с редисом, после чего усыновил. Но даже после рассказа у По всё равно остались вопросы, и один из них — кто он такой.
Лорд Шэнь возвращается в Гунмэнь, которым теперь управляет Совет мастеров кунг-фу (в том числе мастера Носорог Громовержец, Бушующий Бык и Крок). С помощью «чудо-оружия» (пушки) он захватывает власть в городе и убивает Носорога. В будущем павлин мечтает уничтожить кунг-фу и покорить весь Китай. Об этом убийстве узнают По с Неистовой Пятёркой, и мастер Шифу посылает их победить злодея.
Генерал Волк сообщает Шэню о своей встрече с пандой, чем приводит того в гнев. Павлин посылает всех волков на поиски панды. По и Неистовая пятёрка прибывают в Гунмэнь и в «режиме невидимки» с помощью маскарадного костюма гусеницы — дракона пытаются добраться до башни так, чтобы их не заметили волки. От местного населения они узнают об аресте мастеров Быка и Крока, но те отказываются помочь героям, так как ничего не могут противопоставить пушке. Потом они сталкиваются с волками и их генералом, в итоге большая панда и Пятерка оказываются в плену.
По встречается с павлином, а затем разбивает модель «чудо-оружия» и сразу же попадает под дуло настоящего, которое героям всё-таки удаётся уничтожить. По ловит пытавшегося сбежать Шэня, но у него опять возникает минута слабости — у Шэня на перьях хвоста тоже были красные глаза. Воспользовавшись этим, Шэнь улетает на пиротехнический завод и с помощью имевшихся пушек разрушает башню. По и Неистовая Пятёрка успевают спастись и скрываются в тюрьме Гунмэня. Тем временем Шэнь созвал всех волков, чтобы те готовились к отплытию.
Чувствуя полную безопасность, Тигрица оставляет ставшего ненадёжным По в тюрьме, а сама с Богомолом, Обезьяной, Журавлём и Гадюкой уходит. Однако По тайком идёт за ними. Пятёрка решает разрушить завод. План проходит успешно, но Тигрица замечает По внутри завода и бежит спасти его от опасности. Тем временем По загоняет в тупик пытавшегося удрать Шэня, однако снова наступает на те же грабли и попадает под дуло ещё одной пушки. Шэнь выстреливает из неё в По, и тот вместе с ядром вылетает из завода и падает в реку. Его спасает Вещунья, которую Шэнь освободил перед тем как Пятёрка пошла на штурм завода.
По приходит в себя в доме Вещуньи, которая ему сообщает, что спасла его для того, чтобы он выполнил своё предназначение. Из её рассказа он выясняет, что из-за предсказания о дальнейшей победе Чёрно-белого воина Шэнь сжёг деревню и уничтожил многих панд, включая мать По (успевшей спасти его от волков). Вещунья говорит, что у истории жизни По было несчастливое начало, но то, что случилось дальше изменило его судьбу, ведь иначе он бы никогда не оказался в Долине Мира и не стал Воином Дракона. Заново пережив ужас той ночи и осознав всю суть произошедшего, По обретает внутренний покой и уверенность в том, что он сможет победить Шэня.
Шэнь, закончив приготовления, вместе с пленённой Неистовой Пятёркой выходит из гавани на корабле. Но По успевает ему помешать. Он освобождает Пятёрку, вместе они начинают битву с волками. К ним в скором времени присоединяются мастера Бушующий Бык и Крок (мастер Шифу убедил их помочь его ученикам). Мастер Шифу приказывает По и Неистовой Пятёрке перекрыть фарватер лодками волков. Они уже почти настигают Шэня, как вдруг тот одним выстрелом сбивает всех и открывает выход в гавань (предварительно убив волка-генерала, который отказывался стрелять по своим). Неистовая Пятёрка вместе с мастерами Шифу, Быком и Кроком оказались бессильны после такого действия, но По продолжил сражаться с Шэнем. Воспользовавшись техникой внутреннего покоя, По умело уворачивается и откидывает в сторону все пушечные ядра, запущенные врагом.
Последнее отражённое ядро попадает в корабль с павлином, который после этого едва ли не уничтожается. Шэнь поражён тем, что панда смог оправиться от такой душевной и психологической травмы. По раскрывает ему всю основную мораль - то, что было, уже не является столь значимым, важен лишь нынешний выбор каждого из нас.
Не смирившись с проигрышем, Шэнь вновь атакует По, однако последний уворачивается от всех его атак, а павлин ненароком перерубает канаты, сдерживавшие его "чудо-оружие", которое в итоге убивает злодея и полностью разрушает его корабль.
По возвращается домой, к господину Пингу, как раз вовремя — в его лапшичной семья свиней собиралась отмечать день рождения сына, который в качестве подарка хотел познакомиться с Воином Дракона.
В конце фильма появляются кадры о тайной деревне панд, где живёт отец По, который понимает, что его сын жив.

## В ролях
- Джек Блэк — Панда По
- Анджелина Джоли — мастер Тигрица
- Дастин Хоффман — мастер Шифу
- Гэри Олдмен — лорд Шэнь Гунмэньский
- Джеки Чан — мастер Обезьяна
- Сет Роген — мастер Богомол
- Люси Лью — мастер Гадюка
- Дэвид Кросс — мастер Журавль
- Джеймс Хонг — господин Пинг
- Мишель Йео — Вещунья
- Дэнни Макбрайд — генерал Волк
- Деннис Хейсберт — мастер Бушующий Бык
- Жан-Клод Ван Дамм — мастер Крок
- Виктор Гарбер — мастер Носорог Громовержец

## Продолжение
В конце мая 2011 года сценаристы Джонатан Айбел и Гленн Бергер рассказали о возможном возвращении Жан-Клода Ван Дамма в «Кунг-фу панду 3», а также о возможном участии в ней Чака Норриса и Стивена Сигала. Премьера «Кунг-фу панда 3» была намечена на 18 марта 2016 года в США. Его разработка стартовала в августе 2013 года. Частичное описание сюжета будущего фильма было опубликовано в июле 2013 года в журнале License! Global: «Продолжая свои легендарные и улётные приключения, По должен столкнуться с двумя чрезвычайно эпическими, но очень различными угрозами: одной сверхъестественной и другой, чуть ближе к дому».